# Pourrières
Pourrières (okzitanisch Porrièras) ist eine französische Gemeinde mit 5.620 Einwohnern (Stand 1. Januar 2022) im Département Var in der Region Provence-Alpes-Côte d’Azur. Sie gehört zum Kanton Saint-Maximin-la-Sainte-Baume im Arrondissement Brignoles.

## Geografie
Pourrières liegt an der Grenze zum Département Bouches-du-Rhône im Osten der Montagne Sainte-Victoire am Hang über einer mit Wein bebauten Ebene, die durch den Arc bewässert wird. Der höchste Punkt liegt im Süden der Gemeinde im Gebiet des Mont Aurélien. Das Ortszentrum befindet sich drei Kilometer nördlich der Route nationale 7. Von hier aus sind es 27 Kilometer nach Aix-en-Provence und 16 Kilometer nach Saint-Maximin-la-Sainte-Baume. Teile des Gemeindegebietes gehören zum Regionalen Naturpark Sainte-Baume.

## Geschichte
Im Jahr 1145 erschien der Ort unter dem Namen De Poreriis in den Quellen.
Traditionell wird der Name etymologisch auf den lateinischen Ausdruck Campi Putridi zurückgeführt, der auf das Massengrab hinweist, das Gaius Marius hinterließ, nachdem er die Kimbern und Teutonen im Jahr 102 v. Chr. besiegte. Möglicherweise geht der Name aber auf das provenzalische Wort für Lauch pòrri zurück.
Pourrières war Herrschaftsgebiet der Vicomtes von Marseille, später, im 16. Jahrhundert, gehörte es den Glandevès.

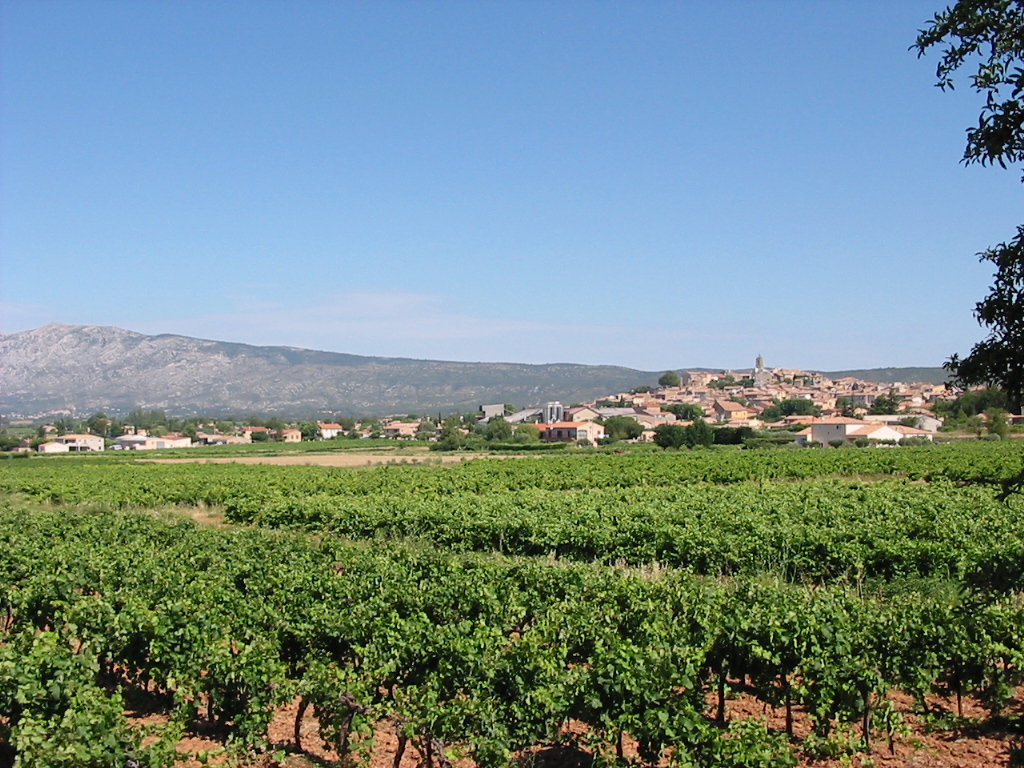
Panorama am Chemin Saint-Pierre

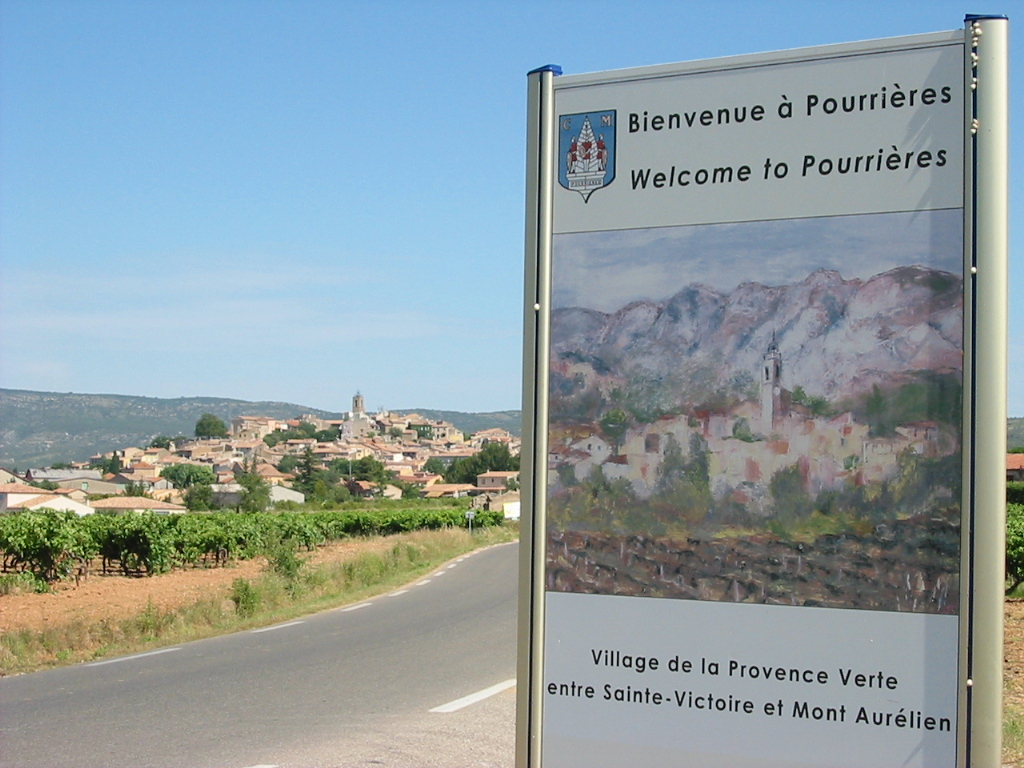
Ortseingang an der Straße aus Pourcieux

### Bevölkerung
Pourrières konnte in der zweiten Hälfte des 20. Jahrhunderts ein dramatisches, meist überproportionales Bevölkerungswachstum verzeichnen. Noch 1962 lebten weniger als 1000 Personen in der Ortschaft. Schon 1999 hatte sich die Anzahl der Bewohner mehr als vervierfacht. Das starke Wachstum der Einwohnerzahl hält bei verringertem Tempo bis heute an.
| Jahr                       | 1962 | 1968 | 1975 | 1982 | 1990 | 1999 | 2006 | 2016 |
| Einwohner                  | 905  | 980  | 1270 | 1718 | 2631 | 3905 | 4389 | 5123 |
| Quellen: Cassini und INSEE |      |      |      |      |      |      |      |      |

## Sehenswürdigkeiten
- Der Place de Château ist ein beliebter Aussichtspunkt.
- Die Pfarrkirche Saint-Trophime wurde im 14. Jahrhundert erbaut und im 18. Jahrhundert erweitert.
- Das ehemalige Frauenkloster der Paulanerinnen entstand 1568 und ist heute als Inscrit Monument Historique klassifiziert. Das robuste Bauwerk ist von einem Turm flankiert, der an die ehemalige Dorfkirche Notre-Dame-du-Bois angebaut wurde.

## Persönlichkeiten
- Die Familie des Vaters von Paul Cézanne stammt aus Pourrières.
- Germain Nouveau (1851–1920), Dichter, Freund von Verlaine und Rimbaud lebte in Pourrières.
- Der Schriftsteller Joseph Pascal (1886–1982) war Lehrer in Pourrières.
- Die Pianistin Jacqueline Eymar (1922–2008) lebte seit 1984 in Les Hermentaires, Gemeinde Pourrières.

## Partnerschaft
- Pourrières verbindet eine Partnerschaft mit Moyle District im nordirischen Ulster.

## Wirtschaft
Die Gemeinde ist landwirtschaftlich geprägt. Es werden Wein, Getreide und Melonen angebaut.
Die Winzergenossenschaft und unabhängige Weingüter produzieren Weine der AOC Côtes de Provence, Sainte Victoire.